# Борба (Иван Вазов)
Вижте пояснителната страница за други значения на Борба.
„Борба“ е първото публикувано стихотворение на Иван Вазов.
То излиза през 1870 г. в „Периодическо списание“ на Браилското книжовно дружество.
Христо Ботев отпечатва стихотворение със същото заглавие във вестник „Дума на българските емигранти“ през 1871 г.